# 彰化縣公車
彰化縣公車，是指彰化縣內之市區公車路線，目前共有14條路線，由彰化客運、員林客運、中鹿客運經營。

## 歷史
- 2018年9月7日：10路部分班次延駛溪湖[1]
- 2020年4月8日：開辦16路[2]
- 2020年7月8日：開辦17路[3][4]
- 2020年10月31日：5路停駛
- 2020年11月18日：開始籌備18路、19路[5]
- 2021年9月28日：開辦19路[6][7]
- 2021年12月18日：開辦18路[8]
- 2021年7月11日：開始籌備20路(電動快捷公車)，為彰化捷運「員林二林線」先導公車[9]
- 2023年1月1日：11、12路停駛[10]
- 2023年2月7日：開辦20路[11]
- 2024年8月1日:3路彰基線停駛
- 2024年10月29日，開辦23路[12]

## 路線
- 6、9、10、15、16、19、23路線行駛快速公路或高速公路

| 路線編號 | 營運區間                                       | 收費方式 | 經營業者           | 備註 |
| -------- | ---------------------------------------------- | -------- | ------------------ | --- |
| 1        | 彰化車站－台鳳社區－彰化車站                   | 里程計費 | 彰化客運           | - 本路線為環狀路線，逢假日停駛，每日上下午各1循環。 - 本路線與2路共用配車                                         |
| 2        | 彰化車站－保警－彰化車站                       | 里程計費 | 彰化客運           | - 本路線為環狀路線，每日行駛。                                                                                    |
| 2A       | 彰化車站－保警－彰化車站－彰化師大進德校區     | 里程計費 | 彰化客運           | - 本路線為環狀路線，每日行駛。                                                                                    |
| 6        | 員林－員林轉運站－台76線－鹿港                 | 里程計費 | 員林客運           | - 本路線使用低底盤公車行駛                                                                                        |
| 7        | 員林轉運站－高鐵彰化站－田中車站               | 里程計費 | 彰化客運           | - 本路線為高鐵快捷公車，高鐵旅客可享免費搭乘優惠。 - 本路線使用低底盤公車行駛 - 部分班次使用電動公車行駛          |
| 8        | 田中車站－高鐵彰化站－北斗－明道大學－溪州公園 | 里程計費 | 員林客運           | |
| 8A       | 田中車站－高鐵彰化站－北斗－明道大學－張厝村   | 里程計費 | 彰化客運           | - 延駛到溪州鄉三條村及張厝村                                                                                      |
| 9        | 彰化火車站－國道3號－溪頭                      | 里程計費 | 員林客運、彰化客運 | - 本路線行經南投縣                                                                                                |
| 9A       | 鹿港－彰化火車站－國道3號－溪頭                | 里程計費 | 員林客運           | - 本路線行經南投縣                                                                                                |
| 9B       | 和美鎮公所－彰化火車站－國道3號－溪頭          | 里程計費 | 彰化客運           | - 本路線行經南投縣                                                                                                |
| 10       | 員林轉運站－台76線－國道3號－溪頭              | 里程計費 | 員林客運、彰化客運 | - 本路線行經南投縣                                                                                                |
| 10A      | 溪湖－員林轉運站－台76線－國道3號－溪頭        | 里程計費 | 員林客運           | - 本路線行經南投縣                                                                                                |
| 13       | 彰化－花壇－大葉大學                           | 里程計費 | 彰化客運           | - 本路線部分班次使用低底盤公車行駛                                                                                |
| 15       | 二林－高鐵彰化站－台76線－國道3號－溪頭        | 里程計費 | 員林客運           | - 本路線行經南投縣 - 台灣好行溪頭B線                                                                              |
| 16       | 彰化火車站－台74線－朝馬轉運站                 | 里程計費 | 中鹿客運           | - 本路線是唯一行經中彰快速道路至台中市 - 不享有台中市公車免費十公里之優惠                                         |
| 17       | 彰化車站－芬園－縣庄－草屯                     | 里程計費 | 彰化客運           | - 本路線行經南投縣 - 本路線為原6919因路權問題，而開闢市區客運路線。                                               |
| 17A      | 彰化車站－芬園－縣庄－台鳳社區－草屯           | 里程計費 | 彰化客運           | - 本路線行經南投縣 - 本路線為原6919因路權問題，而開闢市區客運路線。                                               |
| 17B      | 彰化車站－芬園－縣庄－草屯－南開科技大學       | 里程計費 | 彰化客運           | - 本路線行經南投縣 - 本路線為原6919因路權問題，而開闢市區客運路線。                                               |
| 18       | 彰化車站－八卦山－彰化車站                     | 里程計費 | 彰化客運           | - 全程均一全票25元，半票12元，另販售日遊券(單日無限次搭乘) - 本路線為環狀路線，逢假日行駛。 - 部分班次為9人座車輛 |
| 19       | 彰化車站－國道1號－溪湖－二林                  | 里程計費 | 彰化客運、員林客運 | - 為彰南捷運提供先期旅次需求                                                                                      |
| 20       | 員林－埔心－溪湖－二林                         | 里程計費 | 員林客運           | - 本路線使用電動公車行駛 - 為彰南捷運提供先期旅次需求                                                             |
| 23       | 彰化－秀水－溪頭                               | 里程計費 | 員林客運           | - 本路線行經南投縣                                                                                                |

各路線公車均有設置多卡通驗票機，可使用感應式電子票證一卡通、悠遊卡、icash2.0搭乘。

## 外部連結
- 彰化縣即時公車動態系統 （页面存档备份，存于）
- 彰化客運 （页面存档备份，存于）
- 員林客運 （页面存档备份，存于）
- 中鹿客運 （页面存档备份，存于）

- 彰化臺灣好行 （页面存档备份，存于）